# 毛利藤四郎
毛利藤四郎（もうりとうしろう）は、鎌倉時代に作られたとされる日本刀（短刀）。東京都台東区にある東京国立博物館が所蔵する。

## 概要
鎌倉時代の刀工・藤四郎吉光（粟田口吉光）により作られた短刀である。粟田口則国あるいは国吉の子とされる吉光は、山城国粟田口派の刀工のうち最も著名であり、特に短刀や剣の名手として知られていた。本作は吉光作の短刀として長さ、元幅はともに標準的であり、内反となっている。京都国立博物館主任研究員である末兼俊彦によれば、樋の構造や刃文・地鉄が他の吉光作短刀に共通しているため、吉光の典型作として重要であると評している。
本作の名前の由来は、毛利元就の孫に当たる毛利輝元が所持していたことによる。輝元は刀剣鑑定を家業とする本阿弥光徳に『刀絵図』一巻の書写を依頼して送ってもらうほど非常に熱心な刀剣収集家であった。周辺史料の記述が少ないことから毛利家での伝来の過程も不確かであるが、歴史学者の小和田泰経は毛利家が鎌倉時代より続く名家であることを根拠に、本作は毛利家重代の家宝であったかもしれないと指摘している。
日本美術刀剣保存協会所有の『享保名物帳』第Ⅱ期にあたる『名物牒全』において「東照宮上る、池田宰相拝領」という記述があることから輝元から徳川家康へ献上され、途中の経過は明らかでないが池田輝政が拝領したものとされている。また、備前岡山藩3代藩主である継政以降は確実に池田家に伝来している。明治維新以降も池田家に伝来していたが、1891年（明治24年）11月に明治天皇に献上される。その後、終戦後は国の所有として東京国立博物館に所蔵されるようになる。

## 作風

### 刀身
刃長は26.6センチメートル、元幅は2.32センチメートル、反りは内反り。茎（なかご、柄に収まる手に持つ部分）は生ぶであり、指表（さしおもて）の目釘穴のすぐ下に「吉光」の二字銘を切る、ただし「吉」の上部は後孔のため欠いている。地鉄は板目（板材の表面のような文様）肌であり研磨によって大肌や変鉄が出ている。